# Greg Lake (album)
Cet article concerne l'album. Pour le musicien, voir Greg Lake.
 (novembre 2018).
Si vous disposez d'ouvrages ou d'articles de référence ou si vous connaissez des sites web de qualité traitant du thème abordé ici, merci de compléter l'article en donnant les références utiles à sa vérifiabilité et en les liant à la section « Notes et références ».
Albums de Greg Lake
Emerson, Lake & Palmer in Concert 
(1979) Manœuvres
(1983)
Singles
1. Love You Too Much
Sortie : 2 octobre 1981 (UK)
2. Let Me Love You Once
Sortie : novembre 1981 (USA)
3. Nuclear Attack
Sortie : 21 janvier 1982 (JPN)
4. It Hurts
Sortie : 12 février 1982 (UK)

Greg Lake est le premier album studio de l'homonyme guitariste et chanteur britannique, publié au Royaume-Uni le 25 septembre 1981 par Chrysalis Records. 

## L'album

### Contexte
Contrastant avec le rock progressif des groupes King Crimson et Emerson, Lake and Palmer, avec lesquels il a joué précédemment, cet album se caractérise par un son hard rock à la guitare. Le changement de style s'explique par son désir de jouer comme guitariste plutôt que comme bassiste, ainsi que de s'éloigner de ce qu'il a joué comme musique auparavant. D'ailleurs le bassiste de cet album, Tristram Margetts jouait la basse, les synthétiseurs et chantait pour le groupe Spontaneous Combustion : avec son frère Gary Margetts à la guitare et au chant ainsi que Tony Brock à la batterie et au chant, ils ont publié deux albums en 1972.
Afin de produire cet album, Lake s'est associé à une série de musiciens renommés, tels que Gary Moore, Clarence Clemons et les membres de Toto, Steve Lukather, David Paich et Jeff Porcaro. On retrouve aussi le guitariste Snuffy Walden qui joua avec le groupe Stray Dog, ils ont été signés chez Manticore Records, label de Emerson, Lake & Palmer et Greg Lake a produit trois chansons de leur premier album éponyme. L'ancien batteur de King Crimson, Michael Giles joue aussi sur l'album. Quant à Gary Moore, il a joué un rôle majeur et a écrit une chanson, "Nuclear Attack". En 1993, lorsque l'album est finalement sorti sur CD (au Japon), il a été renommé Greg Lake & Gary Moore.

### Accueil
L'album a figuré dans les charts au Royaume-Uni et aux États-Unis, atteignant la 62ième position dans les deux pays. Plusieurs chansons ont été publiées en tant que singles dans différents territoires. "Let Me Love You Once Before You Go", une reprise de la chanson de 1977 écrite par Steve Dorff et Molly Ann Leikin pour Dusty Springfield, a été publiée aux États-Unis et culminé au numéro 48 du Billboard Hot 100. "Nuclear Attack" a été un hit de radio mineur et a atteint le numéro 34 sur les charts Mainstream Rock. 

## Titres

### Face A
| No | Titre             | Auteur                                  | Durée |
| -- | ----------------- | --------------------------------------- | ----- |
| 1. | Nuclear Attack    | Gary Moore                              | 4:27  |
| 2. | Love You Too Much | - Bob Dylan - Helena Spring - Greg Lake | 3:55  |
| 3. | It Hurts          | Greg Lake                               | 4:27  |
| 4. | Black and Blue    | Greg Lake                               | 3:56  |
| 5. | Retribution Drive | - Greg Lake - Tony Benyon - Tommy Eyre  | 5:03  |

### Face B
| No | Titre                | Auteur                                 | Durée |
| -- | -------------------- | -------------------------------------- | ----- |
| 1. | Long Goodbye         | - Greg Lake - Tony Benyon - Tommy Eyre | 3:55  |
| 2. | The Lie              | - Greg Lake - Tony Benyon - Tommy Eyre | 4:44  |
| 3. | Someone              | - Greg Lake - Tony Benyon - Tommy Eyre | 4:08  |
| 4. | Let Me Love You Once | - Steve Dorff - Molly Ann Leikin       | 4:21  |
| 5. | For Those Who Dare   | - Greg Lake - Tony Beynon              | 3:51  |

## Musiciens
- Greg Lake - guitare rythmique, chant
- Gary Moore - guitare solo
- Tommy Eyre - claviers
- Tristram Margetts - basse
- Ted McKenna - batterie

### Musiciens supplémentaires
- Steve Lukather - guitare
- Dean Parks - guitare
- Snuffy Walden - guitare
- David Hungate - basse
- Bill Cuomo - claviers
- Greg Mathieson - claviers
- Michael Giles - batterie
- Jodie Leigh - batterie
- Jeff Porcaro - batterie
- Clarence Clemons - saxophone
- Willie Cochrane - cornemuse
- David Milner - cornemuse

### Personnel technique
- Alex Grobb - producteur (seulement It Hurts)
- Haydn Bendall - ingénieur
- Brian Robson - ingénieur
- Steve Short - ingénieur
- Paul Dobe - ingénieur
- Harold Blumberg - ingénieur
- John Timperley - ingénieur
- Nigel Walker - ingénieur
- Tony Benyon - concept de couverture
- John Pasche - direction artistique

## Classements
| Classement (1981) | Meilleur position |
| ----------------- | ----------------- |
| UK Albums (OCC)   | 62                |
| US Billboard 200  | 62                |